# جون بالمر (موسيقي)
جون بالمر (بالإنجليزية: John Palmer)‏ هو موسيقي وملحن أمريكي، ولد في 3 سبتمبر 1925 في كينوشا في الولايات المتحدة.